# Robert Harrington (Ritter)
Sir Robert Harrington of Badsworth (* um 1444; † 16. Juni 1487) war ein englischer Ritter.

## Leben
Sir Robert war ein Sohn von Sir Thomas Harrington und Elizabeth, Tochter des Sir Thomas Dacre.
Sir Robert war, wie sein Vater, ein treuer Anhänger des Hauses York und kämpfte während der Rosenkriege für Eduard IV. 1461 bei der Schlacht von Towton und 1471 bei Barnet und Tewkesbury.
In Tewkesbury wurde Robert Harrington am 4. Mai 1471 zum Knight Bachelor geschlagen.
Bei der Rückkehr Eduards IV. aus dem Exil Anfang 1471, gehörten Robert Harrington und sein Bruder James zu den ersten Anhängern, die zu Eduard stießen.
Für die Grafschaft Lancashire saß Sir Robert ab 1472 im Parlament und kämpfte für Richard Duke of Gloucester, dem späteren König Richard III., 1482 beim Feldzug gegen Schottland.
Richard III. schlug Sir Robert am 24. Juli 1482 in Schottland zum Knight Banneret.
Seit dem Tod des Vaters und seines älteren Bruders John, die beide 1460 bei der Schlacht von Wakefield fielen, hatten Robert und sein Bruder James einen anhaltenden Kampf um das Erbe Hornby Castle (Lancashire) und die dazugehörigen Ländereien. Als Erben wurden die beiden minderjährigen Töchter John´s eingesetzt, die aber aufgrund ihres Alters einen Vormund, Geoffrey Middleton, erhielten. Dies bedeutete, dass das Erbe für die Harringtons verloren war, was Robert und James nicht akzeptierten.
Die beiden Brüder brachten die Nichten nach Hornby Castle und die Burg wurde durch sie besetzt und nicht freigegeben.
Da die Harringtons treue Yorkisten waren, unternahm König Eduard IV. keine ernsthaften Schritte. Zudem hatten die beiden in Richard Neville, 16. Earl of Warwick einen einflussreichen Patron.
Als Warwick 1469 gegen den König rebellierte, wurde Eduard doch aktiv und vergab die Vormundschaft der beiden Erbinnen an die Stanleys.
Robert und James hielten aber weiterhin die Burg besetzt, auch als 1472 eine Schlichtung den Stanleys recht gab.
Es wird vermutet, dass Richard Duke of Gloucester für die Harringtons interveniert haben könnte.
Die Harrington Brüder waren enge Mitstreiter Richards und Sir Robert soll auch zu den Männern gehört haben, die am 13. Juni 1483 auf Befehl Richards William Hastings, 1. Baron Hastings wegen Hochverrat verhafteten und zur Hinrichtung brachten.
Als Richard kurz darauf den Thron bestieg, wurde Sir Robert zum Knight of the Kings Body ernannt.
Am 22. August 1485 kämpfte Sir Robert für seinen König bei der Schlacht von Bosworth und wurde durch den siegreichen neuen König Heinrich VII. mit einer Bill of Attainder belegt. Hierdurch verlor Sir Robert alle Rechte, Besitztümer und Ländereien.
Sir Robert erhielt 1486 Pardon, wurde rehabilitiert und erhielt seine Güter zurück, aber bereits im darauffolgenden Jahr kämpfte Sir Robert gegen den König bei der Schlacht von Stoke.
Es ist sehr wahrscheinlich, dass Sir Robert am 16. Juni 1487 in Stoke fiel.

## Ehe und Nachkommen
Sir Robert Harrington war verheiratet mit Isabel Balderstone. Das Paar hatte folgende Nachkommen:
- James[14][7]
- Jane ⚭ Edmund Talbot[15]